# Philip Witte
Philip Witte, né le 29 juillet 1984 à Hambourg, est un joueur allemand de hockey sur gazon.
Il fait partie de l'équipe d'Allemagne de hockey sur gazon championne olympique aux Jeux olympiques d'été de 2008.

## Palmarès

### Jeux olympiques
- Jeux olympiques d'été de 2008 à Pékin,  Chine
  -  Médaille d'or

### Champions Trophy
- 2006: Médaille d'argent
- 2007: Médaille d'or